# Росалниці
Росалниці (словен. Rosalnice) — поселення в общині Метлика, регіон Південно-Східна Словенія, Словенія.